# Hipparion
Hipparion is een geslacht van uitgestorven zoogdieren, dat voorkwam van het Midden-Mioceen tot het Pleistoceen.

## Beschrijving
Dit drietenig paard met een schofthoogte van honderdveertig centimeter was een grazer en kende een zeer succesvolle ontwikkeling. Zijn verspreidingsgebied omvatte Noord-Amerika, Azië, Europa en Afrika.

## Vondsten
Resten van dit dier werden eveneens gevonden in Noord-Amerika, Europa, Azië en Afrika.

## Soorten
- H. concudense † Pirlot 1956
- H. crassum † Gervais 1859
- H. dietrichi † Wehrli 1941
- H. fissurae † Crusafont & Sondaar 1971
- H. forcei † Richey 1948
- H. gromovae † Villalta & Crusafont 1957
- H. laromae † Pesquero et al. 2006
- H. longipes † Gromova 1952
- H. macedonicum † Koufos 1984
- H. matthewi † Abel 1926
- H. mediterraneum † Roth & Wagner 1855
- H. molayanense † Zouhri 1992
- H. periafricanum † Villalta & Crusafont 1957
- H. rocinantis † Hernandez Pacheco 1921
- H. sellardsi † Matthew & Stirton 1930
- H. shirleyae † MacFadden 1984
- H. tehonense † Stirton 1940